# Пинокио (играни филм из 2022)
Пинокио (енгл. Pinocchio) амерички је фантастични филм из 2022. године, у режији Роберта Земекиса, по сценарију Земекиса и Криса Вајца. Темељи се на Дизнијевом истоименом филму из 1940. и роману Пинокијеве пустоловине Карла Колодија. Главне улоге тумаче: Том Хенкс, Бенџамин Еван Ејнсворт, Џозеф Гордон Левит, Киган-Мајкл Ки, Лорејн Брако, Синтија Ериво, Ђузепе Батистон и Лук Еванс.
Филм је 8. септембра 2022. приказао Disney+. Добио је углавном негативне рецензије критичара, који су сматрали да му недостаје шарм филма из 1940. и критиковали сценарио и измене, мада су визуелни ефекти, музика и неке глумачке изведбе добили похвале. Номинован је за шест награда Златна малина.

## Радња
У италијанском селу, дрвену лутку Пинокија оживљава Плава вила и тражи живот пун пустоловина док настоји да буде прави дечак.

## Улоге
| Улога         | Глумац          |
| ------------- | --------------- |
| Ђепето        | Том Хенкс       |
| Плава вила    | Синтија Ериво   |
| кочијаш       | Лук Еванс       |
| Фабијана      | Кајан Ламаја    |
| Стромболи     | Ђузепе Батистон |
| Лампвик       | Левин Лојд      |
| сињора Вители | Шила Атим       |
| сињоре Рици   | Ангус Рајт      |
| управник      | Џејми Деметрију |

### Гласовне улоге
| Улога        | Глас                   |
| ------------ | ---------------------- |
| Пинокио      | Бенџамин Еван Ејнсворт |
| цврчак Цврча | Џозеф Гордон Левит     |
| Искрени Џон  | Киган-Мајкл Ки         |
| Софија       | Лорејн Брако           |
| Сабрина      | Кајан Ламаја           |